# 脳磨き
脳磨き（のうみがき）は、日本の脳科学者である岩崎一郎が世界で初めて提唱した、脳の島皮質を鍛えることで脳全体を鍛えるトレーニング方法である。

## 概要
脳磨きは、提唱者の岩崎一郎が海外からの帰国後に、企業などを中心として伝授してきた概念である。「感謝の気持ちを持つ」「前向きになる」「気の合う仲間や家族と過ごす」「利他の気持ちを持つ」「マインドフルネスを行う」「Awe体験をする」という6つの方法を柱としている。「幸せにつながる行動」と歯磨きのように自然に実行できる脳の使い方となることを研究した結果、生まれた。